# Weißenborn/Erzgeb.
Weißenborn/Erzgeb. ist eine Gemeinde im Landkreis Mittelsachsen in Sachsen (Deutschland). Mit der Nachbargemeinde Lichtenberg/Erzgeb. bildet Weißenborn die Verwaltungsgemeinschaft Lichtenberg-Weißenborn. Weißenborn/Erzgeb. besteht aus dem Ort Weißenborn/Erzgeb. mit Süßenbach und dem 1994 eingemeindeten Ortsteil Berthelsdorf/Erzgeb. Die Abkürzung „Erzgeb.“ steht jeweils für „Erzgebirge“.

## Geographie

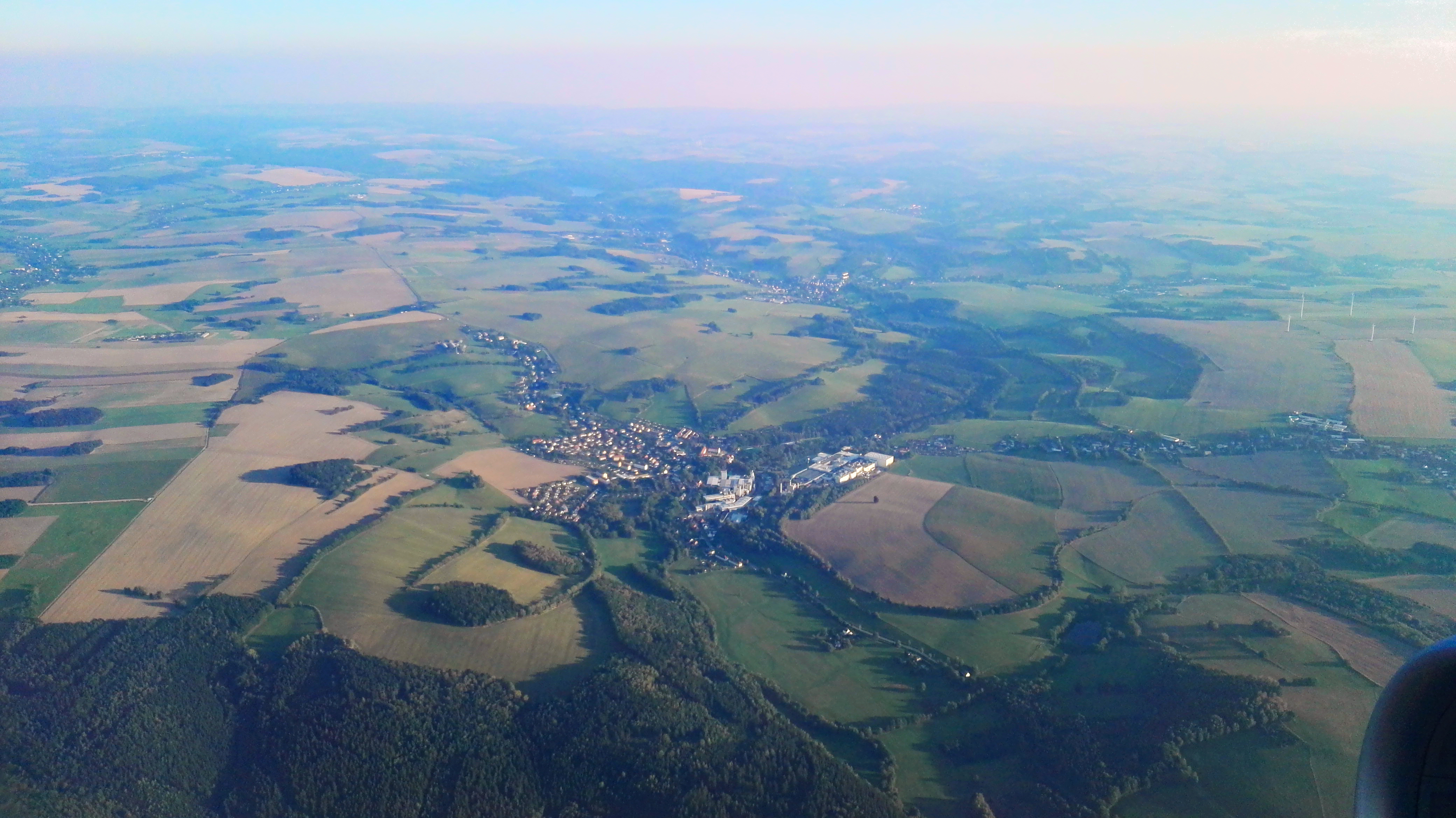
Weißenborn/Erzgeb.

Das Waldhufendorf Weißenborn liegt im nördlichen Teil des Osterzgebirges. Mit seinem unteren Teil liegt es im Tal der Freiberger Mulde und zieht sich über mehrere Kilometer in einem Seitental steil hinauf. Im Nordosten und Osten grenzt die Gemeinde an Bobritzsch-Hilbersdorf, im Süden an Lichtenberg/Erzgeb., im Westen an Brand-Erbisdorf und im Nordwesten an Freiberg. Die Entfernungen betragen nach Freiberg 6 km, nach Dresden 31 km, nach Dippoldiswalde 19 km, nach Frauenstein 12 km und nach Brand-Erbisdorf 5 km. Der Gemeindeteil Süßenbach liegt im Südosten an der Frauensteiner Straße.
Im Weißenborner Ortsteil Berthelsdorf/Erzgeb. besteht mit dem Bahnhof Berthelsdorf (Erzgeb) und dem Haltepunkt Berthelsdorf (Erzgeb) Ort Eisenbahnanschluss an die Bahnstrecke Freiberg–Holzhau. An der Bahnstrecke Berthelsdorf–Großhartmannsdorf trifft man auf den stillgelegten Haltepunkt Zug in etwa 480 m ü. NN. Staatsstraßen führen nach Freiberg, Frauenstein und Brand-Erbisdorf.

## Geschichte

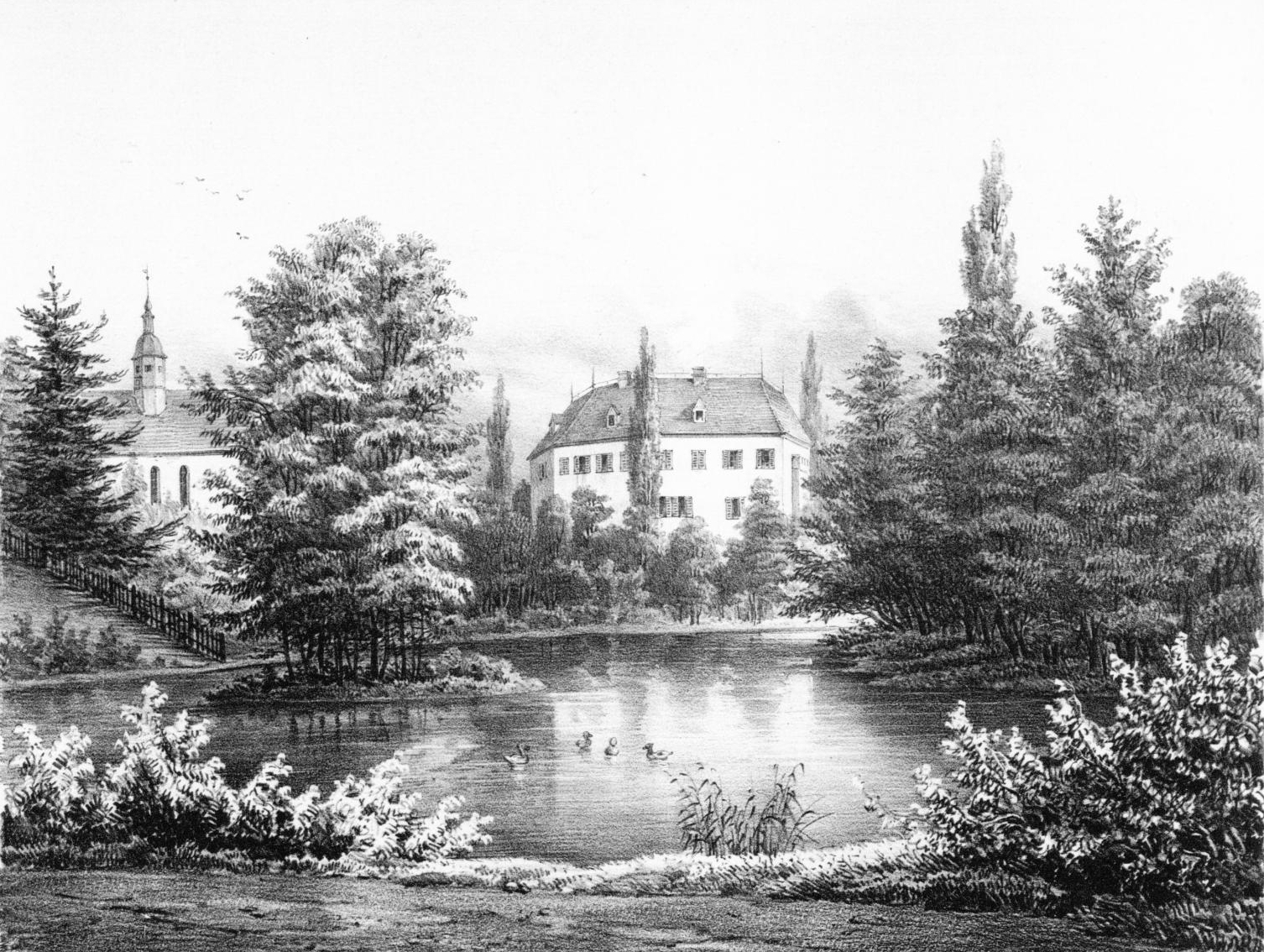
Rittergut Weißenborn (um 1860)

Das Gebiet von Weißenborn lag inmitten des Grenzwaldes zwischen der Markgrafschaft Meißen und Nordböhmen. Im 12. Jahrhundert erfolgte eine Besiedlung und Rodung des Waldes, in deren Folge auch Weißenborn entstand. Überliefert ist eine Schenkung von 10 Hufen und ein Verkauf von 2 Hufen von Heinrich II. von Dohna, die in die Zellische Erwerbungsliste eingetragen wurden. Am 7. November 1213 nimmt Papst Innozenz I. das Kloster Altzella mit seinen Besitzungen unter seinen Schutz. In dieser Urkunde ist ein 12 Hufe umfassendes „Wizenburnes“ aufgeführt. Bis 1356 verbleibt der Ort bei Altzella. In diesem Jahre wird Nicol von Hartitzsch, Bürgermeister in Freiberg, mit Weißenborn belehnt. Ab 1477 wurde vor allem nördlich von Weißenborn Silbererz später auch Blei-, Zinn- und Kupfererz mit einer Blütezeit im 16. Jahrhundert bis zum Dreißigjährigen Krieg gewonnen. Dieser Bergbau wird dem Freiberger Bergbaurevier zugerechnet. Nach diesem Krieg erreichte der Bergbau nie wieder die ursprüngliche Bedeutung, bis er 1852 eingestellt wurde. Weißenborn/Erzgeb. lag bis 1856 im kursächsischen bzw. königlich-sächsischen Kreisamt Freiberg. Die Grundherrschaft über den Ort lag zu dieser Zeit beim Rittergut Weißenborn.

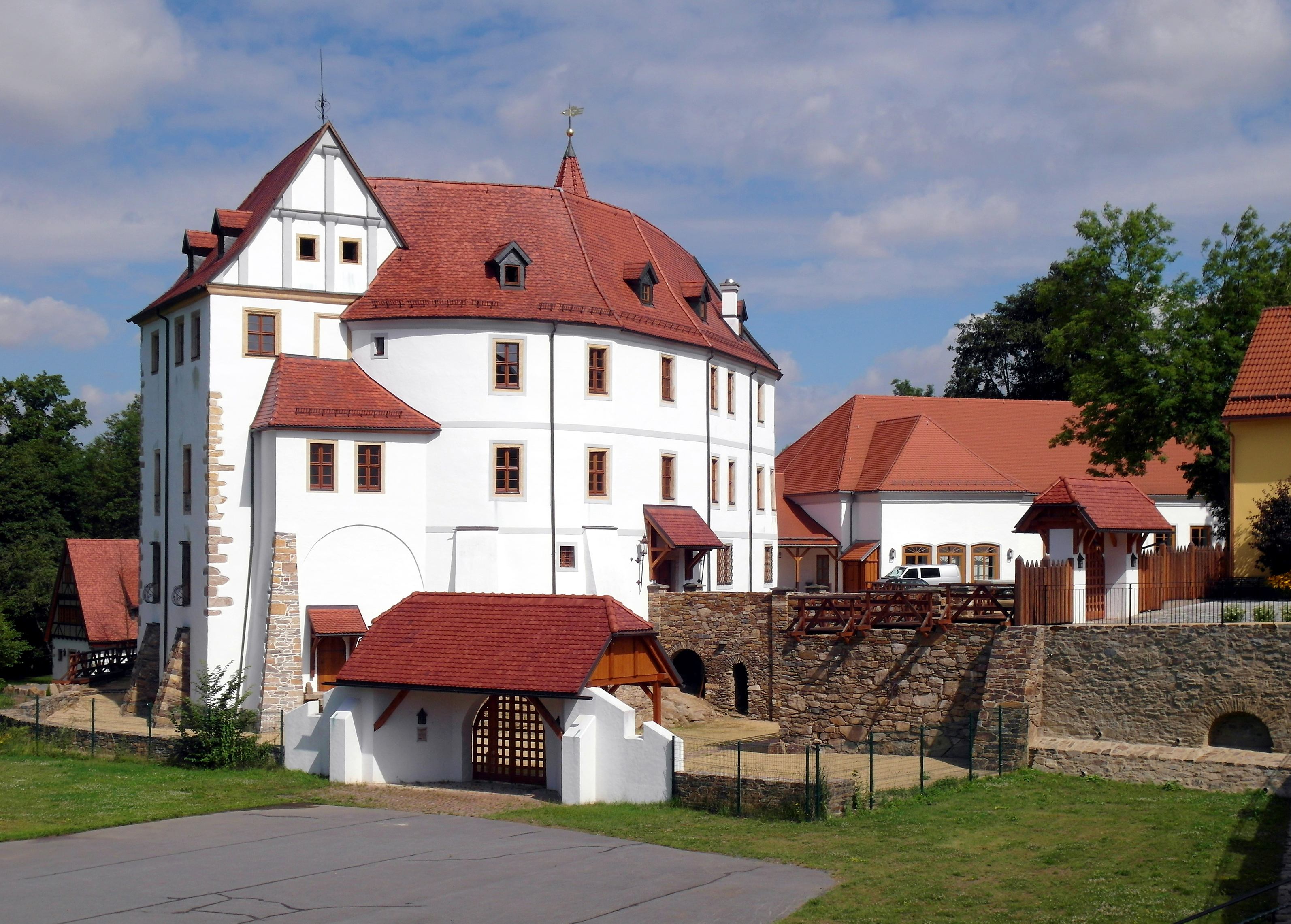
Rittergut Weißenborn, Schloss 2016

Ab 1856 gehörte Weißenborn zum Gerichtsamt Freiberg und ab 1875 zur Amtshauptmannschaft Freiberg. 1871 nahm die Papierfabrik wegen der Lage an der Freiberger Mulde ihren Betrieb auf. Der Ort entwickelte sich vom Bauerndorf zur städtischen Siedlung. Im Jahr 1888 erhielt die Weißenborner Papierfabrik ein Anschlussgleis zum Bahnhof Berthelsdorf (Erzgeb.) an der Bahnstrecke Nossen–Moldau. Dieses war bis zum Jahr 2015 in Betrieb. In diesem Jahr verlagerte die Papierfabrik ihre Transporte auf die Straße.
Die Suche nach Uranerz nach 1945 war erfolglos. Mit der zweiten Kreisreform in der DDR kam Weißenborn/Erzgeb. im Jahr 1952 zum Kreis Freiberg im Bezirk Chemnitz (1953 in Bezirk Karl-Marx-Stadt umbenannt), der 1990 als sächsischer Landkreis Freiberg fortgeführt wurde. Mit der zweiten Kreisreform im Freistaat Sachsen kam der Landkreis Brand-Erbisdorf zum Landkreis Freiberg hinzu. Dadurch wurde die Eingemeindung des westlich von Weißenborn/Erzgeb. gelegenen Orts Berthelsdorf/Erzgeb. zum  1. Januar 1994 möglich.
Seit 2008 gehört die Gemeinde Weißenborn/Erzgeb. zum Landkreis Mittelsachsen.

### Einwohnerentwicklung
Folgende Einwohnerzahlen beziehen sich auf den 31. Dezember des voranstehenden Jahres mit Gebietsstand Januar 2007:
| 1982 bis 1988 - 1982: 3.111 - 1983: 3.104 - 1984: 3.077 - 1985: 3.056 - 1986: 2.925 - 1987: 2.897 - 1988: 2.885 | 1989 bis 1995 - 1989: 2.890 - 1990: 2.792 - 1991: 2.732 - 1992: 2.677 - 1993: 2.649 - 1994: 2.667 - 1995: 2.764 | 1996 bis 2002 - 1996: 2.796 - 1997: 2.793 - 1998: 2.818 - 1999: 2.843 - 2000: 2.839 - 2001: 2.790 - 2002: 2.748 | 2003 bis 2013 - 2003: 2.748 - 2004: 2.731 - 2005: 2.711 - 2006: 2.723 - 2007: 2.702 - 2012: 2.586 - 2013: 2.587 |

Quelle: Statistisches Landesamt des Freistaates Sachsen

## Politik

### Gemeinderat
Seit der Gemeinderatswahl am 9. Juni 2024 verteilen sich die 14 Sitze des Gemeinderates folgendermaßen auf die einzelnen Gruppierungen:
- Freie Wählergemeinschaft Weißenborn–Berthelsdorf (FWG): 13 Sitze
- SPD: 1 Sitz

| Gemeinderat ab 2024Insgesamt 14 Sitze - SPD: 1 - FWG: 13 | Liste                                            | 2024   | 2024   | 2019   | 2019   | 2014   | 2014   |
| Gemeinderat ab 2024Insgesamt 14 Sitze - SPD: 1 - FWG: 13 | Liste                                            | Sitze  | in %   | Sitze  | in %   | Sitze  | in %   |
| Gemeinderat ab 2024Insgesamt 14 Sitze - SPD: 1 - FWG: 13 | Freie Wählergemeinschaft Wei0enborn–Berthelsdorf | 13     | 96,4   | 13     | 89,4   | 12     | 83,7   |
| Gemeinderat ab 2024Insgesamt 14 Sitze - SPD: 1 - FWG: 13 | SPD                                              | 1      | 3,6    | –      | –      | 1      | 3,1    |
| Gemeinderat ab 2024Insgesamt 14 Sitze - SPD: 1 - FWG: 13 | CDU                                              | –      | –      | 1      | 10,6   | 1      | 13,3   |
| Gemeinderat ab 2024Insgesamt 14 Sitze - SPD: 1 - FWG: 13 | Wahlbeteiligung                                  | 73,3 % | 73,3 % | 68,9 % | 68,9 % | 57,3 % | 57,3 % |

### Bürgermeister
Udo Eckert wurde im Mai 2008 zum Nachfolger von Peter Hünig gewählt und im Mai 2015 mit 82,7 % der Stimmen im Amt bestätigt.
| Wahl | Bürgermeister  | Vorschlag                   | Wahlergebnis (in %) |
| ---- | -------------- | --------------------------- | ------------------- |
| 2022 | Udo Kai Eckert | Eckert                      | 96,0                |
| 2015 | Udo Kai Eckert | FWG Weißenborn–Berthelsdorf | 82,7                |
| 2008 | Udo Kai Eckert | FWG Weißenborn–Berthelsdorf | 58,9                |
| 2001 | Peter Hünig    | WV                          | 98,5                |

## Kultur und Sehenswürdigkeiten
- siehe auch: Liste der Kulturdenkmale in Weißenborn/Erzgeb.

### Bauwerke

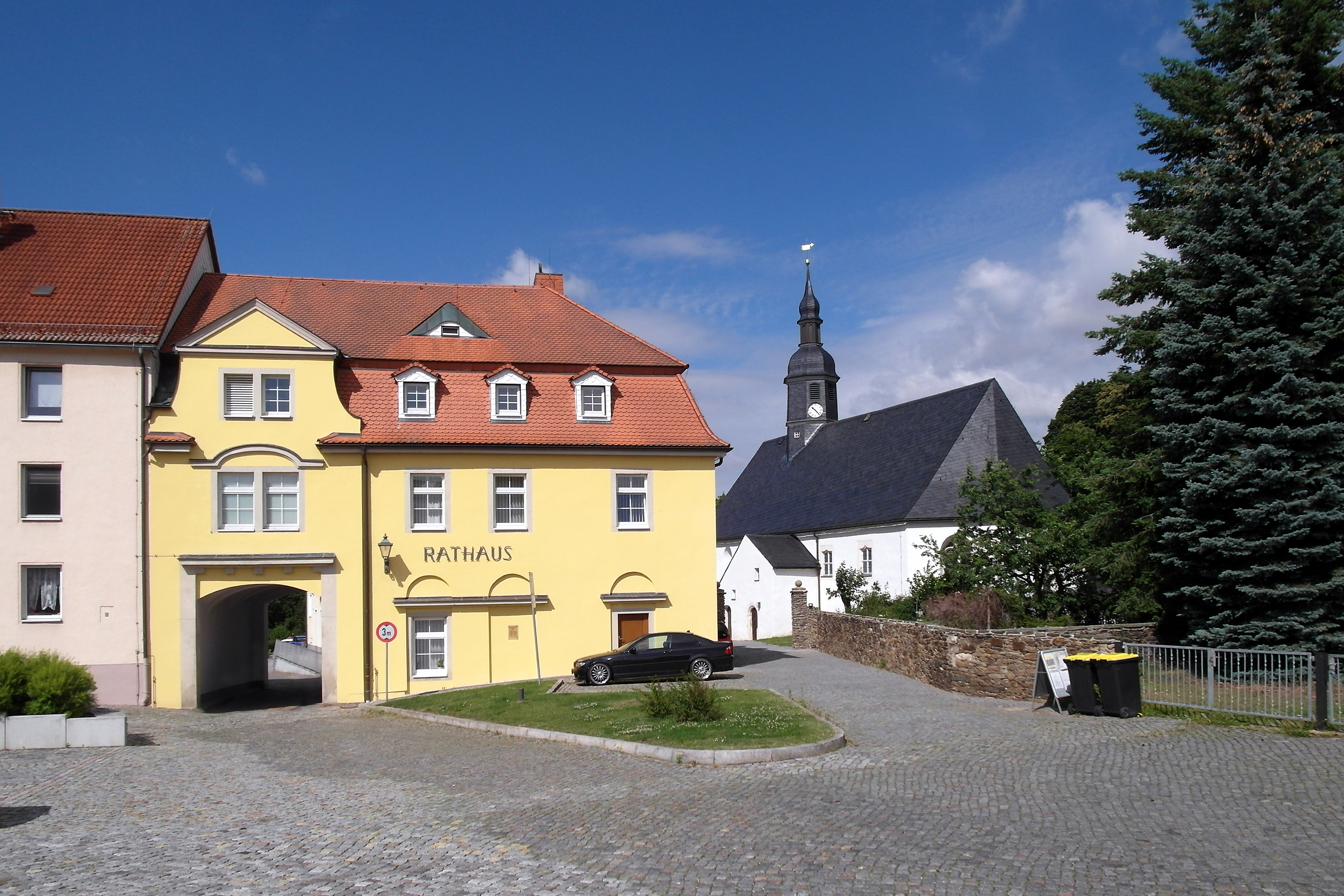
Rathaus und Kirche Weißenborn/Erzgeb.

- Schloss Weißenborn
- Kirche Weißenborn/Erzgeb.

## Wirtschaft und Infrastruktur
In Weißenborn wird seit 1871 bis jetzt ohne Unterbrechung Papier hergestellt. Die Freiberger Papierfabrik zu Weißenborn gehört heute zur Felix Schoeller Gruppe.

## Persönlichkeiten
- Johann Maukisch (1617–1669), lutherischer Geistlicher, Theologe, Kirchenlieddichter und Pädagoge, geboren in Berthelsdorf
- Ernst Wilhelm Traugott Eckardt (1819–1892), Lehrer, Schuldirektor in Roßwein, Zschopau und Glauchau, Bezirksschulinspektor von Grimma
- Erich Oehme (1889–1970), Bildhauer, gebürtig aus Berthelsdorf
- Heinrich Brückner (1928–2022), Mediziner und Autor, geboren in Berthelsdorf
- Manfred Wolf (1931–2010), Geologe
- Friedrich Naumann (* 1940), Historiker, gebürtig aus Berthelsdorf
- Ute Hommola (* 1952), Leichtathletin (Speerwerferin)
- Julia Kodaneck (* 1986), Behindertensportlerin/Judoka, wohnt in Weißenborn
- Jessica Storm (* 2006), Taekwondo Europameisterin (2023)